# Verrallina indica
Verrallina indica är en tvåvingeart som först beskrevs av Theobald 1907.  Verrallina indica ingår i släktet Verrallina och familjen stickmyggor. Inga underarter finns listade i Catalogue of Life.